# Jolanta Szymska-Wiercioch
Jolanta Szymska-Wiercioch (ur. 1972 w Myślenicach) – polska pisarka i antologistka.

## Życiorys
Z wykształcenia jest magistrem rachunkowości, absolwentką Wydziału Zarządzania Akademii Ekonomicznej w Krakowie. Pracowała m.in. jako korektorka i redaktorka, w tym prowadząc pracownię usług edytorskich „Logos”. Pełniła funkcję sekretarza redakcji kwartalnika literacko-artystycznego „Metafora”. Była współorganizatorką i koordynatorką Festiwalu Literatury Niezależnej w Krakowie, zorganizowanego przy współudziale Wydawnictwa Miniatura – Stowarzyszenia Siwobrodych Poetów oraz Centrum Sztuki Współczesnej Solvay; była wówczas członkiem jury Ogólnopolskiego Konkursu Literackiego „Pozy prozy” oraz kapituły Małopolskiej Nagrody Literackiej „Stańczyk Kosmopolita”, którą otrzymał Valeriu Butulescu. W latach 2003–2013 należała do Grupy Poetyckiej Tilia ZLP Koła Młodych w Myślenicach (obecnie Stowarzyszenie Literackie Tilia, wchodzące w skład Myślenickiego Towarzystwa Kultury).
W 2005 roku została laureatką XII edycji konkursu prozy i poezji „O Złoty Kałamarz i Złamane Pióro” w kategorii „proza”. Jej teksty były publikowane w prasie, czasopismach literackich i almanachach. Poezję tłumaczył na język rumuński Valeriu Butulescu.
Oprócz powieści biograficznych (tworzonych w duecie z mężem Wojciechem Wierciochem) pisze również opowiadania.

## Książki

### Powieści
- Psychiatra i demony. Powieść biograficzna o profesorze Antonim Kępińskim (Wydawnictwo MG, Warszawa 2019)[16][17][18][19][20] – współautorka.
- Rewolucja niebieska. Powieść o Mikołaju Koperniku (Wydawnictwo MG, Warszawa 2021)[21][22] – współautorka.
- Zakazane księgi. Powieść o Mikołaju Koperniku (Wydawnictwo MG, Warszawa 2022)[23] – współautorka.

### Dramaty
- Ja, Jadwiga K. (Wydawnictwo Ridero, 2023)[24].

### Wiersze i opowiadania
- Ikebana (Wydawnictwo i Poligrafia Kurii Prowincjonalnej Zakonu Pijarów, Kraków 2007)[25][26].

### Antologie
- Księga anegdot polskich (Wydawnictwo Videograf Edukacja, Chorzów 2007) – współautorka.
- Anegdoty z czterech stron świata (Wydawnictwo MG, Warszawa 2020)[27][28] – współautorka.
- Polska w anegdotach (Wydawnictwo MG, Warszawa 2021)[29] – współautorka.
- Dowcip i mądrość (Wydawnictwo MG, Warszawa 2022) – współautorka.
- Rozum i komizm. Cytaty, aforyzmy i paradoksy z XX i XXI wieku. Poradnik dobrego życia (Wydawnictwo Salwator, Kraków 2024)[30] – współautorka.

## Rodzina
Braćmi jej dziadka Józefa byli: Piotr Szymski, artysta malarz, rzeźbiarz i działacz społeczny związany z Malborkiem, i Antoni Szymski (ur. 30 marca 1921 w Myślenicach, zm. 6 sierpnia 1944 w Warszawie), kleryk nowicjusz, redemptorysta, który w pierwszych dniach powstania warszawskiego został rozstrzelany przez 36 Dywizję Grenadierów SS-Sturmbrigade „Dirlewanger”, składającą się z Niemców, Rosjan, Białorusinów i Ukraińców; był to zbiorowy mord 30 redemptorystów na warszawskiej Woli. Bratem stryjecznym jej ojca Józefa jest Adam Maria Szymski. Jej mężem jest Wojciech Wiercioch, satyryk, pisarz i antologista. Mają dwoje dzieci, mieszkają w Krakowie.